# Campanula bluemelii
Campanula bluemelii är en klockväxtart som beskrevs av Josef Jakob Halda. Campanula bluemelii ingår i släktet blåklockor, och familjen klockväxter.
Artens utbredningsområde är Turkiet. Inga underarter finns listade i Catalogue of Life.